# Православная российская церковь (Истинно-православная церковь)
Православная российская церковь (Истинно-православная церковь)   — малочисленная неканоническая православная юрисдикция в России, не состоящая в евхаристическом общении с каноническими Православными церквями.
Данное название распраняется на два параллельно существующие течения: ИПЦ (Рафаила), получившее в 2003 году параллельное полуофициальное наименование "Православная Российская Церковь", и другое течение под названием "Православная Российская Церковь (Кириака)", отделившееся от ИПЦ-Рафаила в 2006 году, и реорганизованая после смерти своего первоиерарха Кириака (Тимерциди).

## Предыстория (РПЦЗ, Российская ИПЦ)
Возникновению Синода Православной российской церкви предшествует создание решением Архиерейского собора РПЦЗ от 15 мая 1990 года об учреждении епархий на территории СССР. Российское духовенство РПЦЗ в описываемый период состояло как из немногочисленных нелегальных (т. н. «катакомбных») общин, на протяжении многих десятилетий тайно существовавших в Советском Союзе, так и из приходских общин, в перестроечное время вышедших по тем или иным причинам из юрисдикции Московского патриархата. Для духовного окормления катакомбных общин епископ РПЦЗ Варнава (Прокофьев) ещё в 1982 году во время туристического посещения СССР на одной из московских квартир рукоположил тайного епископа Лазаря (Журбенко), который в июне 1990 года перешёл на открытую форму церковного служения. Примерно в это же время в юрисдикцию РПЦЗ перешли несколько приходов Русской православной церкви. В силу этого решением священноначалия РПЦЗ на базе российских приходов была образована Российская православная свободная церковь (РПСЦ), первоиерархом которой стал архиепископ Лазарь (Журбенко).
В 1993 году из-за недовольства российской церковной политикой Архиерейского синода архиепископ Тамбовский и Моршанский Лазарь (Журбенко) и епископ Суздальский и Владимирский Валентин (Русанцов) заявили о своем формальном отделении от РПЦЗ. В 1994 году эти архиереи провозгласили образование Временного высшего церковного управления Российской православной свободной церкви (ВЦУ РПСЦ). Вслед за этим были рукоположены новые архиереи ВЦУ РПСЦ: епископ Одесский Агафангел (Пашковский), еписко Борисовский Феодор (Гинеевский), епископ Сухумский Серафим (Зинченко), епископ Тульский и Брянский Арсений (Киселёв) и епископ Казанский и Марийский Александр (Миронов). Архиерейский синод РПЦЗ не признал данные действия российских архиереев. Архиереи Лазарь (Журбенко) и Валентин (Русанцов) были запрещены в священнослужении, хиротонии новых епископов не были признаны действительными.
В декабре 1994 году состоялось примирение ВЦУ РПСЦ с РПЦЗ, но при этом всем пятерым новорукоположённым епископам были выдвинуты жёсткие условия признания их архиерейских хиротоний, включавшие в себя обязательное принесение архиерейской присяги на верность Архиерейскому синоду РПЦЗ и проживание в США под надзором священноначалия РПЦЗ на протяжении установленного испытательного срока. Отказавшись от выполнения названных условий, епископы Арсений (Киселёв) и Александр (Миронов) дистанцировались как от РПЦЗ, так и от РПСЦ, и перешли на самостоятельное положение.
Реагируя на происходящие события, в 1996 году инициативная группа клириков и мирян РПЦЗ и РПСЦ во главе с иеромонахом Стефаном (Линицким) обратилась к предстоятелю Украинской автокефальной православной церкви (УАПЦ) патриарху Киевскому и всей Украины Димитрию (Яреме) с просьбой рукоположить епископов для России. Получив согласие патриарха Димитрия, инициативная группа приступила к формированию Российской истинно-православной церкви (РИПЦ) в составе УАПЦ. С этой целью в июне 1996 года архиепископом Романом (Балащуком) и епископом Мефодием (Кудряковым) был хиротонисан иеромонах Иоанн (Модзалевский) во епископа Московского и Коломенского, а в декабре того же года епископами Мефодием (Кудряковым) и Иоанном (Модзалевским) был хиротонисан архимандрит Стефан (Линицкий) во «епископа» Санкт-Петербургского и Старорусского. В начале 1997 года епископат РИПЦ пополнился за счёт присоединения архиерея Грузинской православной церкви архиепископа Амвросия (Катамадзе), к тому времени уволенному за штат.
26 июня 1997 года Архиерейский собор РИПЦ провозгласил отделение РИПЦ от УАПЦ, епископ Иоанн (Модзалевский) был лишён архиерейского сана. 21 сентября 1997 года в юрисдикцию РИПЦ посредством перерукоположения был принят епископ Рафаил (Прокопьев), бывший иерарх Украинской православной церкви Киевского патриархата. В феврале 1998 года к РИПЦ присоединились епископы Арсений (Киселёв) и Александр (Миронов). В том же году Архиерейский собор РИПЦ избрал первоиерархом архиепископа Рафаила (Прокопьева), который был наделён титулом митрополита. В результате этого решения от РИПЦ отделилась группа епископов во главе с митрополитом Амвросием (Катамадзе).
Весной 1999 года епископы РИПЦ низложили митрополита Рафаила (Прокопьева) и вывели его за штат. Причиной тому послужило обвинение его в нарушении церковных канонов и занятии экстрасенсорикой. Дальнейшее обострение внутренних конфликтов в РИПЦ привело к тому, что 11 декабря 1999 года состоялось заседание Синода, на котором было принято решение о переходе епархий на самоуправление.
7 января 2000 года в РИПЦ состоялась хиротония игумена Кириака (Темерциди) во епископа Пятигорского и Северокавказского, а 31 января 2000 года архиепископ Стефан (Линицкий), епископ Кириак (Темерциди) и Глеб Якунин основали общественное движение «За возрождение Православия», которое позднее было переименовано в Апостольскую православную церковь (АПЦ). Предстоятелем АПЦ был избран архиепископ Стефан (Линицкий). 8 сентября 2000 года в АПЦ состоялось причисление протоиерея Александра Меня к лику святых как священномученика и просветителя.

## История ПРЦ (Рафаила) в 2003-2014 годах
Весной 2003 года митрополиты Стефан (Линицкий) и Кириак (Темерциди), являвшиеся фактически "акефальными", присоединились к новообразованной ИПЦ (Рафаила), начало которой положено в 2000 году бывшими епископами РИПЦ (которая к тому времени практически распалась), а именно: митрополитом Рафаилом (Прокопьевым) и епископом Сергием (Моисеенко). Изначально конфессия Рафаила в 2000-2003 годах именовалась, как "Российская соборная православная церковь".

### Децентрализация ПРЦ / ИПЦ (Рафаила) в России
13-14 июля 2003 года по инициативе митрополита Рафаила (Прокопьева) был созван Объединительный Архиерейский собор Истинно-православной церкви в России. . В первый жедень рабьоты, 13 июля 2003 года было принято решение о слиянии двух частей Российского Православия, "рафаилитов" и "кужеватовцев", что утвердил того же дня Синод под руководством Рафаила.   В этом Соборе принимало участие большое количество архиереев разных церковных юрисдикций, относящих себя к православию русской богослужебной традиции. На Соборе митрополит Рафаил (Прокопьев) был избран патриаршим местоблюстителем Истинно-православной церкви в России. На этом же Соборе был принят текст обращения ко всем православным архипастырям, в котором члены Собора призвали своих собратьев к единению.
Помимо председателя Священного Синода Русской Соборной Истинно-Православной Церкви (РСИПЦ) митрополита Рафаила, в Соборе приняли участие: митрополит Пятигорский и Северокавказский Кириак (Тимирциди) (Апостольская Православная Церковь - АПЦ), митрополит Минский и Светлогорский Епифаний (Каминский) ("секачевская ветвь" Катакомбной Церкви), митрополит Коломенский и Русский Виталий (Кужеватов) (АПЦ), митрополит Царицынский и Николаевский Венедикт (Молчанов) (АПЦ), архиепископ Татарстанский и Марийский Александр (Миронов) (Российская Истинно-Православная Церковь - РИПЦ), архиепископ Царскосельский Сергий (Саркисов) (АПЦ), архиепископ Воронежский и Саратовский Иоанникий (Шендрик) (РСИПЦ), архиепископ Херсонесский и Готский Дамиан (Акимов) (АПЦ), архиепископ Санкт-Петербургский и Дивенский Антоний (Корбат), епископ Потинский и Причерноморский Николай (Модебадзе) (Грузинская ИПЦ), епископ Пензенский и Симбирский Тихон (Киселев) (РИПЦ), епископ Бронницкий Евгений (Старостин) (РСИПЦ). В Архиерейском Соборе 13 июля не приняли участие две из отделившихся ранее от Рафаила групп - РИПЦ во главе с митрополитом Амвросием (Катамадзе) и ИПЦ (Московская митрополия) во главе с архиепископом Вячеславом (Лисовым).
16 февраля 2004 года поместный собор ИПЦ принял решение переименоваться в "Православную российскую церковь", и следовать постановлениям Поместного собора РПЦ 1917-1918 гг. Как ПРЦ, церковь официально именутся уже в документах Синода от 16 февраля 2004 года, когда архиепископа Арсения (Киселева) возвели в сан митрополита Владимирского и Тульского. . Такое же наименование значится и в протоколах Синода от 19 марта 2004 г. .
С тех пор она довольно долго под новым названием проходит перерегистрацию в Минюсте РФ. .
На второй сессии Поместного Собора ПРЦ-ИПЦ, которая состоялась 15-17 ноября 2004  г. в Москве, в результате изучения вопроса об отношении к дому Романовых собор заключил: из-за морганатического брака Владимира Кирилловича династия Романовых прекратила свое существование как царствующая, что освобождает российский народ от присяги, данной на Земском Соборе 1613 г. До появления новой правящей династии Царицей Всероссийской была торжественно провозглашена Пресвятая Богородица. В заседаниях собора приняли участие 127 человек, из них -- 19 епископов, клирики, иночествующие и миряне. В качестве гостя на соборе присутствовал глава Российской Православной Кафолической Церкви митрополит Михаил (Анашкин). Говоря о различных православных юрисдикциях, митрополит Рафаил подверг резкой критике определение «альтернативное православие», которым обозначают церковные группировки, противостоящие РПЦ. «Никакой альтернативы мы в российском православии составлять не намерены и цели такой не ставим», - отметил докладчик и опять подчеркнул, что возглавляемый им «осколок Православной Церкви» стремится к воссозданию полноты Российской Церкви на основе решений «первого и единственного» Поместного собора XX века. В докладе и соответствующих деяниях собора поставлен вопрос об общецерковном прославлении святых, т.к. ПРЦ не может безоговорочно принять ни прославленных в РПЦЗ, ни, тем более, в РПЦ новомучеников. «С учетом того, что в Советском Союзе в 30-е годы (особенно в 1937-1938 гг.) и позднее были не только мученики Христовы,…, но и многочисленные церковные деятели-конформисты (приверженцы так называемой Московской патриархии и так называемые обновленцы), ставшие жертвами политических репрессий, обрушившихся тогда и на другие слои советского общества, следует внимательно отнестись ко всем предыдущим канонизациям, дабы отличить истинных мучеников от обычных для сталинского периода советской истории жертв политических репрессий», – говорится в итоговых документах соборной сессии. .
На третьей сессии Поместного Собора этой церкви, которая состоялась 24 июня 2005 г. в Москве, был избран Высший церковный совет и предстоятель Церкви, которым стал митрополит Рафаил (Прокопьев). Церковь утвердила своим главой митрополита Московского и Всероссийского Рафаила (Прокопьева), постановив также именовать его «Святейшим». В пользу этого высказались 90 из 130 членов собора, который прошел 24 июня в храме ПЦР при одной из частных клиник в Москве. .
Истинно Православная (Православная Российская) Церковь основала в деревне Денежниково при мужском скиту св. Иоанна Предтечи свое духовное училище, в котором готовит священников для собственных епархий. Есть свой печатный орган - газета «Поместный Собор» (рег. свидетельство от 27 мая 2000 г.), которая издается с периодичностью 4 раза в год.
Наименование "Православная Российская Церковь" широко использовалось в официальных публикациях существовавшего в 2004-2014 годах самого первого сайта ИПЦ-Рафаила. . Однако впоследствии ИПЦ-Рафаила отошла от такого наименования, что нашло отражение в публикациях нового сайта ИПЦ-Рафаила, созданного в 2009 году.
Одним из митрополитов ИПЦ-Рафаила, примкнувшим в 2016 году к объединению ПРЦ и РПКЦ, являлся Феодор (Коробейников Анатолий Владимирович, 1953 года рождения), бывший руководитель общины "Богородичного центра" в г. Архангельск, переехавший в 1996 г. в Москву. В 1996 году он стал настоятелем Свято-Духовской единоверческой общины ИПЦ в Москве, в юрисдикции Православной Кафолической Церкви. В апреле 1996 года Епископ Феодор был возведён в сан Архиепископа. С 2003 по 2008 год он находился в юрисдикции ИПЦ (под омофором Митрополита Рафаила). С 2009 года Архиепископ Феодор вновь в юрисдикции Православной Кафолической Церкви, стал настоятелем Богоявленского прихода в Москве, в юрисдикции благочинного приходов и общин г. Москвы митрофорного протоиерея Алексея Курахтина. С 2010 года – митрополит, однако до самой своей смерти являлся титулярным, фактически - заштатным. .
В связи с тем, что 14 октября 2017 года в Греции Митрополит Рафаил стал Схимитрополитом Серафимом, его фактически освободили от управления Церковью решением Священного Синода от 20 октября 2017 года, подтвердив полномочия митрополита Пензенского и Симбирского Тихона (Киселева) в качестве местоблюстителя первосвятительского престола ИПЦ(Рафаила-Серафима). При этом Серафиму усвоен титул "Блаженнейшего Схимитрополита Московского", он по-прежнему будет считаться первосвятителем ИПЦ, а местом его постоянного пребывания вместо Синодального дома на улице Радио в Москве определен Свято-Иоаннопредтеченский монастырь в подмосковном поселке Денежникове, где он будет священноархимандритом. Синод освободил управляющего делами ИПЦ епископа Арсения (Мосейкова) от занимаемой должности и вывел его из состава епископата ИПЦ(С). Новым управляющим делами Церкви назначен епископ Викентий (Пантелеев) с титулом "Владимирский и Орехово-Зуевский, священноархимандрит Свято-Троицкой обители в Острове". Вместе с тем, епископ Викентий, против которого ранее выдвигались обвинения морального характера со стороны активистов РПЦ МП, сохранил за собою должность главы канцелярии ИПЦ и получил право первой подписи без доверенности на всех официальных документах Церкви. Епископ Красногорский Сергий (Соснин), хиротонисанный 8 октября, назначен секретарем Священного Синода ИПЦ, на него также возложено временное управление ее Московской епархией. Местоблюститель первосвятительского престола митрополит Тихон, чья подпись стоит под протоколом заседания Священного Синода от 20 октября, также назначен священноархимандритом Верхнетроицкого Свято-Михайловского монастыря в Республике Башкортостан. Ранее священноархимандритом всех трех ключевых монастырей ИПЦ(С) был Схимитрополит Серафим. .
Отдельно сформировалась в 2000-2013 годах и так называемая "моисеенковская ветвь" ИПЦ, отколовшаяся от ранее единой Российской ИПЦ, и в 2013 году оформившаяся под названием "Российское представительство Истинно-православной Болгарской Церкви".
Основателем стал управлявший Санкт-Петербургской епархией Российской ИПЦ в 1997-2000 годах архиепископ Сергий (Моисеенко), обладавший, по его словам, ювелирным бизнесом и управлявший охранными фирмами в г. Старая Русса Новгородской области. Для него в апреле 2000 года был рукоположен викарный епископ Андрей (Лысенко) - житель Москвы, с титулом Серпуховский. К тому времени, Моисеенко по неизвестным причинам окончательно переехал из Санкт-Петербурга в Москву. В 2000-2002 годах Сергий (Моисеенко) номинально числился в юрисдикции ПРЦ Рафаила (Прокопьева), но затем установил контакты с предстоятелем неканонической Черногорской Православной Церкви Михаилом (Дедеичем), и присоединился к его митрополии, создав при поддержке протопресвитера Александра Михальченкова-Зарнадзе (перешедшего позже в Бессарабскую митрополию) представительство Черногорской Православной Церкви в Москве. Архиереем при Черногорском подворье в Москве стал с получением от Михаила Дедеича в 2002 году титула "митрополит Дуклянский" Сергий (Моисеенко), упоминающийся с 1 ноября 2002 года — как постоянный член Священного Синода Черногорской Православной Церкви, Управляющий Дуклянской епархией, Полномочный представитель Черногорской Православной Церкви в России. 
19 июля 2009 года, после отделения от юрисдикции Черногорской Православной Церкви, Сергий (Моисеенко) принят в клир ИПЦ, как митрополит Центральной и Южной Америки, а далее, 12 ноября 2010 года назначен управляющим Черногорской епархией ПРЦ-ИПЦ с титулом – митрополит Подгорицкий и Черногорский. 21 февраля 2011 года решением Священного Синода ИПЦ(Рафаила) назначен управляющим Черногорско-Балканским Экзархатом Истинно-Православной Церкви с титулом – Митрополит Черногорский и Экзарх Балканский. Секретарем и иподиаконом Сергия Моисеенко стал проживающий в Москве артист Юрий Заломов.
Во исполнение определения Архиерейского Собора ИПЦ(Р) от 16 июля 2011 г. ставленник Сергия (Моисеенко) - перешедший ранее из РПЦ в ИПЦ архимандрит Даниил (Могутнов) был рукоположен во "епископа Будванского", викария Балканского Экзархата ИПЦ(Р). В его хиротонии приняли участие Гервасий (Патыров), "митрополит Софийский и всея Болгарии", Предстоятель альтернативной "Болгарской Православной Церкви"; Сергий (Моисеенко), "митрополит Балканский", Балканский Экзарх ИПЦ(Р), и другие иерархи ИПЦ(Р). Однако привлечение Даниила к епископскому служению стало кадровой ошибкой Сергия (Моисеенко), за которую последний позже сильно раскаивался. Ведь именно из-за интриг Даниила 28 откября 2011 г. Синод ИПЦ(Р) постановил ликвидировать Черногорско-Балканский экзархат во главе с Сергием.
Публикуя новость о данном событии, белорусский сектовед Слесарев, Александр Валерьевич разместил анонимный комментарий следующего содержания: "Сергий Моисеенко каждый день выписывает парней по объявлениям... и это с 1990-х".  Данная публикация впоследствии стала причиной обращения Моисеенко в суд.
Уже в апреле 2012 г. митрополит Даниил (Могутнов) был изгнан своей болгарской паствой.  Далее, после скандалов вокруг личности другого митрополита - Даниила (Стойкова),  в начале 2013 г. место Предстоятеля ИПБЦ занял пребывавший за штатом ИПЦ(Р) митрополит Сергий (Моисеенко).
24 марта 2013 года Сергий Моисеенко, в противовес скомпрометированному с нравственной точки зрения самозванному митрополиту Даниилу (Йордану Стойкову), официально утвержден Председателем Высшего Церковного Совета и Предстоятелем Истинно-Православной Болгарской Церкви ("Истинно Православна Българска Църква") с титулом «Митрополит Месемврийский и всея Болгарии», однако в Болгарию ездит очень редко. 
22 апреля 2013 года решением Священного Синода ИПЦ(Р), в связи с переходом в Болгарскую ИПЦ, Митрополит Сергий (Моисеенко) был выведен из состава ИПЦ России (поскольку Предстоятель одной церкви не может находится в составе другой). Данная информация отражена в протоколе, опубликованном на официальном сайте ИПЦ(Р). В этот же день, не дожидаясь официальной публикации решения Синода, Даниил Могутнов от имени всей полноты ИПЦ(Р) делает официальное заявление в средствах массовой информации (в частности дает интервью православному информационному порталу NFTU) о том, что Митрополит Сергий низложен (соответственно лишен сана) за колдовство.
Первоначально центр Месемврийской митрополии ИПБЦ разместился в г. Пловдив в Болгарии. Однако далее Сергий (Моисеенко) решил обустроить подворье в России.
Викарием Сергия с апреля 2000 года являлся архиепископ Андрей (Лысенко), последний перешел с Сергием в ИПЦ-Рафаила, почислен за штат 6 июня 2012 года. Духовный центр юрисдикции Сергия Моисеенко расположился в одном из частных домов на территории основанного в 2010 году товарищества собственников недвижимости "Южный причал" на территории деревни Поповка (Чеховский район) Московской области. Обязанности архиерейского диакона в 2022-2023 годах исполнял иеродиакон Ириней (Бункин Илья Сергеевич).
Клирик данной юрисдикции - архимандрит Филарет (Никита Романов), с 2022 года епископ Филиппопольский, начал строить в 2018 году Кирилло-Мефодиевскую пустынь в Чеховском районе Московской области, ставшую местом архиерейского служения Сергия (Моисеенко), как московское подворье Месемврийской митрополии ИПБЦ. 
В 2022 году Сергий (Моисеенко) достаточно комплиментарно отзывался о деятельности Российской православной кафолической Церкви в своём интервью Credo.Press. .
В этот же период митрополит РПКЦ Мануил (Потёмкин-Платов) начал регулярно сослужить с Сергием (Моисеенко) и другими клириками ИПБЦ в единственном официально действующем храме данной конфессии в Чеховском районе. Возможно, именно по указанной причине, на экстренном заседании Священного Синода ИПЦ (Рафаила) от 6 марта 2023 года было решено приостановить действие Томоса (Акта о евхаристическом общении) между Централизованной религиозной организацией Истинно-Православная Церковь и Истинно-Православной Болгарской Церковью, возглавляемой Блаженнейшим Митрополитом Месемврийском и всея Болгарии Сергием (Моисеенко). Последнюю структуру считали очень тесно аффилированной с РПКЦ.

### ПРЦ / ИПЦ (Рафаила) в Украине
Во время Объединительного Архиерейского Собора ИПЦ, проходившего в Москве 14 июля 2003 года, митрополит Венедикт (Молчанов) подписал решение о вхождении Украинской Истинно-Православной Церкви в состав Истинно-Православной Церкви России (ИПЦР). Соответственно, синод ПРЦ официально принял его в свою юрисдикцию. 
На то время возглавляемая митрополитом Московским и Всероссийским Рафаилом (Прокопьевым) ПРЦ/ИПЦ смогла объединить целый ряд непризнанных мировым православием религиозных сообществ России, Украины и Белоруссии.
14 декабря 2002 года, высокопреосвященный Венедикт, возведен решением Киевской митрополии Украинской ИПЦ в сан митрополита, как Экзарх Российских приходов УИПЦ. В мае 2003 года, совместно с Епископом Дзержинским Виталием (Гуменюком) в епископы Винницкие был хиротонисан архимандрит Александр (Власенко). Владыка Александр был пострижен в монашество в честь канонизированного Священномученика отца Александра Меня. С 16 февраля 2004 года, Митрополит Венедикт, назначен Украинским Экзархом Православной Российской Церкви, под руководством Блаженнейшего Рафаила (Прокопьева), Митрополита Московсого и Всероссийскаго.
16 февраля 2004 года митрополит Венедикт (Молчанов) был назначен Экзархом Истинно-Православной Церкви России на Украине с титулом «Митрополит Запорожский и Камский». Но в 2005 году Венедикт (Молчанов) возглавил новообразованную при участии его сподвижников "Российскую ИПЦ" под руководством митрополита Иоанна (Майлеса) из США, за что в 2006 году исключен из ПРЦ/ИПЦ. 
Кроме того, на правах самостоятельной структуры, 15-16 февраля 2004 года на Поместном Соборе Истинно-Православной Церкви в Москве в ИПЦ(Р) приняты общины Святой Троицы и Святого Духа юрисдикции Апостольской Православной Церкви, действовавшие с 2002 года в г. Дзержинск Донецкой области, ими руководил епископ Донецко-Горловский Виталий (в миру Гуменюк Виталий Анатольевич, 1954 года рождения).  Кроме того, богослужения с участием Виталия с 2009 года совершались в Свято-Никольском домовом храме (г. Дзержинск, Украина) в сослужении настоятеля общины игумена Феофана (Тесленко), позже перешедшего в 2010 г. в юрисдикцию Венедикта (Молчанова).
Далее на управление Украинским Экзархатом Православной Российской Церкви претендовал епископ Марк (Воинов), родившийся в 1963 году в Северодонецке, в конце 1990-х гг.служил в юрисдикциях архиепископа Одесского Русской ИПЦ Лазаря (Журбенко) и епископа УПЦ-КП Нестора Кулиша, с 2001 года - в юрисдикции епископа УАПЦ-апостольской Луки Нарольского, далее переехал в г. Кашин Тверской области, где Иоанн (Долгий) и Нестор (Кулиш) рукоположили его во епископа, 22 июня 2005 года принят в юрисдикцию ПРЦ/ИПЦ. 
С 2008 года на руководство приходами ИПЦ (Р) в Украине претендовал митрополит Сергий (Моисеенко), тесно связанный с украинскими государственными и церковными структурами. Именно он в конце 1990-х годов состоял клириком УПЦ-КП, а в 2008 году закончил Ужгородскую богословскую академию, действующую в г. Ужгород Закарпатской области. 
Также до 2010 года в границах Сумской области существовала епархия ИПЦ (Р), которую возглавлял архиепископ Михаил (в миру Гордиенко Владимир Иванович, 1968 года рождения, уроженец г. Короп), житель села Чупаховка, имевший славу духовного целителя и старца.
Гордиенко был рукоположен в диаконы и в священники еп. Иоанном Сиопко, когда тот являлся епископом УПЦ КП в 1992 г. Затем перешел в Житомирскую епархию УПЦ после перерукоположения. С 1995 служил в Сумской епархии при архиеп. Ионафане (Елецких). В 1997 перешел в УГКЦ. После того, как объявил себя епископом, вышел из УГКЦ.В сентябре 2010 года архиепископ Михаил (Гордиенко), бывший до этого членом синода ИПЦУ, объявил о том, что не имеет более отношений с данной юрисдикцией, обвинив ее руководителей в нравственных пороках, имевших подтверждение и в дальнейшем, как в случае с Адамом (Грицковым) и Венедиктом (Молчановым), уличенных в гомосексуальной педофилии. 
Например, 21 ноября 2016 г. епископ ИПЦ (Рафаила), рукоположенный ранее, 15 февраля 2015 года с титулом "Калужский и Рязанский" для Балабинского прихода ИПЦ - владыка Адам (Антон Грицков) был задержан в г. Запорожье активистами украинской общественной организации «Наследие» во время попытки встречи с 15-летним подростком с целью вступления в половую связь (с записью разговора на видео). Адам достаточно рано, в подростковом возрасте примкнул к «Истинно-Православной Церкви» юрисдикции «митрополита» Рафаила (Прокопьева) – ИПЦ (Р), где 15 октября 2007 г. «архиепископом Волгоградским» Ростиславом (Мельниковым) был рукоположен во «диакона», в 7 января 2008 г. во «иерея», однако после педофильского скандала в 2016 г. исключен из ИПЦ(Р).
Отделившись от ИПЦ(Р) и ее украинской ветви, в сентябре 2010 г. архиепископ Михаил (Гордиенко) усвоил себе имя Михаила Венедикта и принял титул «архиепископа Слобожанского, митрополита Истинно-Православной Церкви». Архиерейский собор Рафаила 23-24 января 2011 года исключил Гордиенко из своего епископата. После обсуждения положения дел в Сумской епархии ИПЦ(Р) в Украине иерархи решили - "в связи с отпадением от Истинно-Православной Церкви и вскрывшимися новыми фактами, не совместимыми с высоким званием архиерея", - считать бывшего архиепископа Сумского и Ахтырского Михаила (Гордиенко) не имеющим отношения к епископату Истинно-Православной Церкви. 
В юрисдикцию старца Михаила Чупаховского входили Власий (Тишков), схиепископ Белгородский и Грайворонский (2010 г.), Софроний (Власов), архиепископ и экзарх Житомирский (умер в апреле 2011), блаженнейший Спиридон-Даниил (Бабский), схимитрополит Луцкий и Волынский (умер 1 мая 2011 года), а также священники ИПЦ Ростислав Отрохов и Роман Василенко.  Секретарями Слобожанской архиепископии являлись священники Владимир Шакалов и Иван Гуменюк. Кроме Чупаховки и Ахтырки, где уже есть общины ИПЦ, Гордиенко пытался открыть свой приход в поселке Кириковка.
Скит юрисдикции Михаила в Подольском районе Московской области пробовал обустроить уроженец Белгорода, послушник Тишков Василий Алексеевич (родился 18 февраля 1977 года). Однако данная затея не увенчалась успехом.
В 2023 году Михаил (Гордиенко) претендовал на право служить в Киево-Печерской лавре.
До 2011 года в юрисдикцию ИПЦ (Р) входил епископ Исаакий (Квитка) из Черкасской области, с титулом "Черкасский и Одесский". Исаакий в 2012 году основал "ИПЦ Киево-Русской митрополии". К ней присоединился гражданин России украинского происхождения — бывший епископ ИПЦ (Р) Алексий (Бойко) из Северного Кавказа.
В 2008-2013 годах приходами ИПЦ в Украине руководил митрополит Киевский и Галицкий Андрей (Трегуб), также имевший славу духовного целителя, загадочно скончавшийся в 2013 году.
20 июля 2009 года экзархат Украины был преобразован в Митрополию. 17 июля 2011 года было создано "Архиерейское Совещание Украинских Преосвященных (АСУП)".
В 2011 году решили принять под омофор Истинно-Православной Церкви зарегистрированную религиозную общину Первоверховных апостолов Петра и Павла в пгт. Петриковка Днепропетровской области (настоятель — епископ Верхнеднепровский Матфей Майстренко), и Троицкий приход в г. Днепропетровск, последний - под руководством протоиерея Василия Коржевского, ставшего епископом с именем Григорий.
20 февраля 2012 года Синод ИПЦ(Р) решил учредить благочиния в Запорожской и Днепропетровской областях, находящихся в ведении архиепископа Луганского и Старобельского Никодима (Стешенко). Определили: Запорожским благочинным – протоиерея Владимира Домбровского; Днепропетровским благочинным – архимандрита Сергия (Крамаренко). В связи с прошением архиепископа Луганского и Старобельского Никодима (Стешенко) – протоиерея Василия Батюка запретили в священнослужении. Протоиерею Василию Коржевскому разрешили богослужения в обустроенном им Свято-Троицком храме г. Днепропетровска. Матфея (Майстренко) утвердили епископом-викарием Луганской епархии.
6 июня 2012 учрежден Украинский Экзархат ИПЦ(Р) под руководством Андрея (Трегуба). В противовес ему, в 2011-2012 году в г. Кицмань Черновицкой области действовала "ставропигиальная" община под руководством иеромонаха Онуфрия (Олега Попова), являвшегося с 2011 года епископом ИПЦ.
В противовес "рафаилитам", Украинский Экзархат от конкурирующей с Рафаилом конфессии - Российской Истинно-Православной Церкви (Московская Митрополия) под верховенством избранного в 2012 г. митрополита Алексия Бондаренко, учрежден, с центром в Одессе, архиерейским собором в 2012 году, и находится под омофором заместителя Предстоятеля РИПЦ (ММ), Экзарха Украины, Архиепископа Киевского и Галицкого Ермогена (Волина-Данилова), управляющего Одесско-Аккерманской Епархией.
После смерти митрополита Андрея (Трегуба) в марте 2013 года Киевско-Галицкая митрополия ИПЦ распалась.
Заместитель и пресс-секретарь Трегуба - декан Львовского округа, протоиерей Вячеслав Коновалов имел свой храм во Львовской области (Мостиський район, село Бортятин, вул. Білинки, буд. 2), но уже в 2014 году из-за разногласий с Рафаилом перешел в юрисдикцию Ермогена (Волина-Данилова). Супруга Коновалова - Коновалова Мария Николаевна с 2000 года возглавляет религиозную общину, зарегистрированную в 2000 году под названием миссия "Самсон".
Далее новым экзархом на Украину от ИПЦ (Р) в 2013 году был назначен архиепископ Никодим (Стешенко) из Новоайдара (Луганская область). Последнего поддержали только игумен Даниил (Ворошило) из Днепропетровска, протоиерей Александр Саранча из Старобельска, протоиерей Александр Семенец из Сум, и священник Артемий (Гавриил) Логинов из Киева. Однако отказались подчиняться ему приходы митрофорного протоиерея Василия Коржевского (г. Днепр), и протоиерея Владимира Домбровского (г. Запорожье).
12 марта 2014 года, "в связи с тем, что высшее руководство ЦРО ИПЦ никак не реагирует на действия руководства Российской Федерации в Украине" Украинский экзархат вышел из состава ИПЦ(Р) и преобразован в самостоятельную "Украинскую Автономную Православную Церковь", архиепископ Никодим возведен в митрополиты. 
20 октября 2017 года Синод ИПЦ(Р)  решил совершить монашеский постриг перешедшего в 2015 году в ИПЦ из УПЦ-МП иерея Феодосия (в миру Сторожко Артем Александрович), настоятеля Свято-Никольского храма в селе Нижняя Герасимовка в Краснодонском районе, на территории Луганской области, не подконтрольной Украине (в документах Синода она названа ЛНР). После пострига с именем Алексий назначен наместником образованного на основе прихода Свято-Никольского монастыря, а далее стал епископом Донецко-Луганским в юрисдикции ИПЦ(Р).
В 2019 году в ИПЦ (Р) рукоположены два новых епископа для Украины: епископ Запорожский Георгий (Домбровский Владимир Анатольевич, настоятель прихода во имя образа Богоматери "Неупиваемая чаша" в г. Запорожье, зарегистрированного в 2015 г.) и епископ Киевско-Богуславский Лука (Любченко Петр Степанович, житель г. Богуслав, директор благотворительного фонда "Надія"). Тогда же отстранён от должности епископ Днепровский и Каменский Григорий (Коржевский Василий Николаевич, настоятель Троицкого прихода в г. Днепр).
Протестуя против войны, в 2022 году из состава ИПЦ(Р) официально и окончательно вышли рукоположенные тремя годами ранее епископ Лука (Любченко), настоятель Вознесенского скита в г. Богуслав Киевской области, управлявший Богуславско-Белоцерковской епархией ИПЦ, и епископ Запорожский Георгий (Домбровский); позже, по решению Синода ИПЦ(Р) от 10 июня 2022 года, "за утерю связи с Священным Синодом и Предстоятелем Церкви и утрату доверия, епископ Лука (Любченко) запрещается в священнослужении и исключается из состава Истинно-Православной Церкви; епископ Георгий (Домбровский) выводится за штат Истинно-Православной Церкви без права служения".

## История  ПРЦ (Кириака) в 2006—2016 годах
Православная российская церковь (Кириака) (также Синод Православной российской церкви митрополита Кириака, Независимое совещание православных епископов России) — новое ответление от ПРЦ (ИПЦ-Рафаила), существовавшеее в 2006—2016 годах. В настоящее время юрисдикция трансформировалась в «Независимое совещание православных епископов России», первоприсутствующим которого является епископ Сочинский и Южно-Российский Антоний (Попович).

### Формирование ветви Евгения Киселева и Александра Однорала
15 декабря 2005 года группа епископов ПРЦ-ИПЦ, не принявшая новый курс митрополита Рафаила (Прокопьева), во главе с митрополитом Арсением (Александром Киселёвым) провели заседание Синода, на котором было объявлено о низложении митрополита Рафаила (Прокопьева) с поста предстоятеля, создании системы митрополичьих округов и Высшего церковного управления Православной российской церкви (ВЦУ ПРЦ). Председателем Синода был избран митрополит Крутицкий и Коломенский Арсений (Киселёв). Завершающая стадия оформления новой юрисдикиции происходит в 2006 году, когда руководство новой церкви окончательно порвало с ИПЦ-Рафаила.
Так, 13 января 2006 года Кириак и ряд его единомышленников опубликовали заявление о создании нового синода ПРЦ и «почислении заштат митр. Рафаила (Прокопьева)» . Сторонники Рафаила были названы в этом документе "сектантской группой «рафаилитов». Подписантами постановления стали Арсений (Александр Киселёв), Тихон (Евгений Киселёв), Максим (Александр Однорал), мирянин Евгений Баркар из Санкт-Петербурга, и другие.
В свою очередь, 29 января 2006 года глава Истинно-Православной Церкви (ИПЦ) митрополит Рафаил запретил в священнослужении и предал суду Священного Синода ИПЦ митрополита Кириака (Тимерциди) с «соумышленниками» последнего за его «деструктивную деятельность»..
В декабре 2005 г. архимандрит Виталий (Волконский) хиротонисан во епископа Гатчинского и Волосовского, хиротонию совершили митрополит Кириаком (Темерциди) и не входившие никогда в ИПЦ(Р) иерархи - архиепископ Дедовский Александр (Глущенко) и епископ Рязанский Михей (Барага); двое последних приняли архиерейское рукоположение от иерархии "секачевцев" (серафимо-геннадиевской ветви ИПЦ), и служили настоятелями катакомбных приходов, не имевших официальную регистрацию, и связанных с криминалитетом. Постановлением заседания Священного Синода ВЦУ ПРЦ от 18 февраля 2007 г. епископ Гатчинский и Волосовский Виталий (Волконский) возведен в сан митрополита с титулом Петроградский и Гдовский и назначен упровляющим на Северо-Западный митрополичий округ. .
Редактором сайта ПРЦ с 2006 года являлся имевший скандальную славу иеромонах сначала Российской ИПЦ, а далее ИПЦ-Рафаила Максим (Однорал Александр Александрович, родился 5 декабря 1978 года, уроженец г. Пятигорск). В 1998-1999 годах являлся наместником Поселковского Дмитриевского общежительного монастыря (село Посёлки, Кузнецкого района Пензенской области), в юрисдикции епископа Российской ИПЦ Тихона (Киселева). Вскоре, стараниями насельников обители было открыто подворье монастыря в с. Никольское.  В 2000 году наместник монастыря, иеромонах Максим был отозван из обители и назначен референтом Отдела Внешних Церковных Сношений РИПЦ. Окончил магистратуру Университета Российской академии образования (УРАО) в 2000-2006 годах (факультет журналистики и массовых коммуникаций).
В начале 2005 года от имени Однорала на сайте А. Солдатова ("Порталкредо") появился фельетон против митр. Рафаила Прокопьева. . К началу 2006 года Максим перешёл в юрисдикцию неканонического "Высшего Церковного Управления Православной Российской церкви" (ВЦУ ПРЦ), где 25 февраля того года он был "рукоположен" во "епископа Серпуховского". Его "архиерейскую" хиротонию возглавил "митрополит Коломенский и Можайский" Арсений (Киселёв). 14 марта 2007 года был наделён титулом "архиепископа Троицкого и Прибалтийского". Затем стал "архиепископом Троицким и Дубайским, экзархом Западноевропейским". В апреле того же года был назначен председателем Отдела внешних связей ВЦУ ПРЦ, однако деятельность ограничивалась только Болгарией и Украиной.
В феврале 2009 года, сложив с себя полученное в ИПЦ-ПРЦ священство и архиерейство, в чине монаха был принят в Русскую Православную Церковь. Был определён на послушание в Отдел религиозного образования и катехизации Русской Православной Церкви под руководством митрополита Меркурия (Иванова), где через год стал заместителем руководителя информационно-аналитической службы. Последнюю сначала возглавляла редактор сайта www.otdelro.ru: Балашова Елена Григорьевна, далее служба реорганизована в сектор, главой которого в 2010 году стал монах Максим (Однорал), а далее в 2012 году его сменил на посту председателя иеромонах Геннадий (Войтишко Роман Алексеевич, 1985 года рождения, уроженец Бреста, изначально упоминался, как прихожанин храма Косьмы и Дамиана в Шубине, г. Москва, и генеральный директор компании РВ Медиа (Москва) в 2011 году). .  
Также Однорал упоминался, как помощник Председателя Синодального отдела по информационным и издательским проектам; другим помощником являлся Митрофан (Шкурин), фигурант гомоскандала. 2 ноября 2015 года был рукоположен в сан иеродиакона в Никольском храме города Димитровграда (Мелекесса) епископом Мелекесским Диодором (Исаевым). 4 ноября того же года был рукоположен в сан иеромонаха в том же храме тем же архиереем. . Как свидетельствует снявший сан священник Усатов, Александр Николаевич:
"Насколько я помню, Максим (Однорал) никогда не скрывал своих предпочтений. После нескольких финансовых авантюр он оставил работу в Отделе религиозного образования и катехизации РПЦ, но успел привести туда новые “кадры индустрии” - свои". .
Максим (Однорал) с 2015 года заведовал отделом общественных проэктов Мелекесской епархии. Его протеже стал выпускник педагогического бакалавриата ПСТГУ 2008 года Пичугин Алексей Ярославович, 1986 года рождения, которому, при угрозе мобилизации, Однорал в 2022 году помог устроиться священником в кафедральный собор Мелекесской епархии. Однако Пичугин остался  постоянно жить в Москве. Детищем Максима (Однорала) стал 1-й общественный форум "Голоса России", прошедший с 11 по 16 октября 2017 года в Москве.
К 2007 году в «Синоде» числились следующие административные единицы:
- Южно-Российский митрополичий округ — управляющий митрополит Кириак (Темерциди),
- Северо-Западный митрополичий округ — управляющий митрополит Павел Зинкевич (в 2006-2007 годах), далее митрополит Виталий (Волконский),
- Центрально-Российский митрополичий округ — управляющий митрополит Арсений (Киселёв),
- Поволжский митрополичий округ — управляющий митрополит Тихон (Киселёв).
- Сибирско-Дальневосточная митрополия – митрополит Николай Модебадзе.

25 декабря 2008 года принято решение ВЦУ ПРЦ об отстранении митрополита Коломенского и Можайского Арсения (Киселева) от руководства ВЦУ ПРЦ. Далее фактическим руководителем стал архиепископ Троицкий Максим (Однорал), но последний в 2009 году перешел в РПЦ с группой клириков, что привело к распаду ВЦУ ПРЦ, а также к ликвидации существовавшего с 2006 года сайта ВЦУ ПРЦ. .
С того времени, существовала фракция ВЦУ ПРЦ под руководством митрополита Пензенского и Поволжского Тихона (Киселева) - до 2010 года.  А параллельно с ней, существовала и отдельная самостоятельная фракция ПРЦ - Южнороссийская митрополия ПРЦ под руководством митрополита Кириака (Тимерциди) из Пятигорска. 
В 2010 году митрополит Тихон (Киселев) вернулся в юрисдикцию ИПЦ-Рафаила, туда также вернулись его соратники из ПРЦ - архиепископ Антоний (Божук), епископ Александр (Егоров), с тех пор название ПРЦ сохранялось только за фракцией Кириака (Тимерциди).
В итоге, раскол Киселева-Однорала оказался провокацией властей РФ и Московской Патриархии, организованной с целью дискредитации "истинно-православного" движения.
Бывший митрополит ИПЦ - Однорал Александр Александрович в этот период добился больших успехов в бизнесе. Он 9 ноября 2006 года зарегистрировал ООО "Ода-Медиа" в г. Москва, а 24 января 2008 года зарегистрировал ООО "Ода-Медиа" в г. Пятигорск (второй учредитель - Тюкин Дмитрий Александрович). Далее, 10 июля 2012 года Однорал зарегистрировал и возглавил ООО "Продюсерский Центр "Петровский". В данном случае, власти не чинили иеромонаху Максиму (Одноралу) никаких препятствий при регистрации его бизнес-структур, даже в тот период, когда он до 2009 года принадлежал к клиру ИПЦ.
Кроме церковной деятельности, занимались собственными бизнес-проектами также двоюродные братья Киселёвы, архиереи ИПЦ из Пензенской области: Киселёв Александр Алексеевич (митрополит Арсений) - основал в Пензе ООО "Северсталь" 23 сентября 2004 г., а также Киселёв Евгений Александрович (митрополит Тихон) - основал и зарегистрировал 31 марта 1999 года коммерческую структуру под видом общественной организации "Пензенское Региональное Отделение Общероссийской Общественной Организации Христианское Социальное Движение" (с офисом при приходе во имя вмч. Димитрия Солунского с. Посёлки, по адресу: Кузнецкий район, с. Посёлки, ул. Ленина, д. 356). Отделение входило во Всероссийскую общественную организацию "Христианское Социальное Движение" под руководством Сергея Собко (зарегистрирована в Министерстве юстиции 27 декабря 1996 г.). Руководителем филиала данной структуры в Пензенской области стал всё тот же Александр Однорал. .

### Размежевание ветви Кириака с ПРЦ/ИПЦ и формирование либерального катакомбного течения
В 2007-2008 годах в связи с кризисом в Церкви на базе Южно-Российской митрополии образовался новый Синод, председателем которого был избран митрополит Кириак (Темерциди). К этому Синоду присоединились и епископы из других митрополий. 
В конце 2008 - в начале 2009 годов Кириак со своими сторонниками разорвал связи с руководством ВЦУ ПРЦ(ИПЦ) в лице Максима (Однорала), перешедшего в 2009 году в РПЦ, и окончательно провозгласил самостоятельность своей юрисдикции.
В 2006 году иеромонах Алексий (Рогов) из Карелии, ранее относившийся к иерархии "секачевцев", был хиротонисан в сан епископа Валаамского, также для ПРЦ, митрополитом Кириаком (Темерциди). В 2017 году присоединился к иерархии РПКЦ. 6 августа 2019 года после тяжелой болезни умер, 9 августа 2019 года был погребён на кладбище в Красногорском районе Московской области. В последний путь Архиепископа Алексия проводили его собратья по служению в Истинно-Православной Церкви Митрополит Агапит (Зимаев), Митрополит Филиип (Кузнецов), Архиепископ Феогност (Белов) и Епископ Мануил (Платов). .
Далее в рамках юрисдикции Кириака происходит формирование либерального катакомбного течения ИПЦ, более терпимого к ЛГБТ-сообществу.
22 сентября 2007 года митрополит Кириак рукоположил епископа Дионисия (Батарчука) для Объединения общин апостольской традиции . Данное рукоположение стало важной вехой в истории формирования либерального катакомбного течения под руководством Кириака и других лиц из числа ЛГБТ-ориентированного епископата ИПЦ, которые стали создавать свои предпринимательские структуры. Так, епископ Дионисий (Батарчук Денис Борисович) и епископ Алексий (Скрипников-Дардаки Алексей Геннадьевич) в сентябре 2008 года торжественной литургией в Москве открыли домовую церковь ЛГБТ-христиан во имя Покрова Пресвятой Богородицы. Батарчук в 2008 году зарегистрировал в Москве ООО "Трилока", а Скрипников-Дардаки с 2002 года возглавлял АНО "Донская епархия" (ИПЦ).
Далее, в 2011 году Кириак и Агапит (Зимаев) рукоположил в Москве в домовом храме Новомучеников Российских во епископа ПРЦ-ИПЦ бывшего послушника Киево-Печерской лавры, киевлянина Вильде Владимира Владимировича, 1980 года рождения, открытого гея, ставшего главой христианской общины "Квир-кредо", как епископ Переяславский Владимир, юрисдикции Православной Российской греко-кафолической церкви. В хиротонии также принимал участие архиепископ Орехово-Зуевский Арсений (Киселев).
О либерализме Кириака свидетельствует и тот факт, что в 2012 году последним рукоположен в сан епископа игумен Арсений (Голунов Александр Сергеевич, 1951-2019), служивший в начале "нулевых" охраником Свято-Даниловского монастыря, находившийся в 2005-2009 годах в юрисдикции ИПЦ-Рафаила. В кришнаитской среде он имел известность, как брахман Шри Акхари Прабху. . Примерно в 2013 стал митрополитом, судя по всему, для собственной бутафорской юрисдикции, нигде не зарегистрированной. Митрополитом Арсением Голуновым окормлялись крупные общины в Казани и Тобольске. .
В мае 2015 года Синод Кириака установил общение с независимой Крымской архиепископией, возглавляемой архиепископом Сурожским и Таврическим Алексием (Кириархисом).
10 мая 2015 года в храме свмч. Александра Меня в Москве (в юрисдикции АПЦ) собором епископов была совершена архиерейская хиротония архимандрита Симеона (Южакова) во епископа Крутицкого и Коломенского. В хиротонии приняли участие митрополит Пятигорский и Южнороссийский Кириак  (Темерциди) и митрополит Агапит (Зимаев), Тверской и Бежецкий.  .
7 сентября 2016 года скончался председатель Синода ПРЦ митрополит Ставропольский и Южно-Российский Кириак (Темерциди). После него Синод временно возглавил митрополит Тверской Агапит (Зимаев). Начиная с 24 августа 2016 года, Агапит (Зимаев) являлся управляющим делами Синода Православной российской церкви.
Согласно публикациям блогосферы, 17 сентября 2016 года новым председателем Синода был избран архиепископ Алексий (Кириархис). Вскоре после этого было объявлено о процессе сближения Синода с Российской православной кафолической церковью (РПКЦ), которое завершилось подписанием томоса об объединении 18 июля 2017 года . Как считает главный редактор сайта "Иерархия церквей" Андрей Игоревич Гайосинскас, фактически произошло присоединение ПРЦ к РПКЦ.
Однако, при этом продолжала действовать самостоятельная фракция ПРЦ, которую возглавил митрополит Тверской и Бежецкий Агапит (Зимаев).
Согласно сообщению официального интернет-ресурса, Апостольской православной церковью в лице предстоятеля последней - архиепископа Григория (Михнова-Вайтенко) 24 мая 2023 года принят в епископат данной церкви Алексий (Кириархис), с признанием за ним сана архиепископа Сурожского и Таврического, тогда же утвержден экзархом миссионерской Согдийской митрополии, с центром в г. Самарканд (Узбекистан). .
Именно тогда стало известно о том, что Алексий (Кириархис) с 2022 года покинул РФ, и проживает в Узбекистане.

### Современное состояние
18 ноября 2018 года было объявлено о воссоздании юрисдикции Южно-Российского округа ПРЦ и его управляющим был избран епископ Сочинский и Южно-Российский Антоний (Попович). Параллельно же, Антоний является клириком АПЦ и ректором Всецерковной семинарии АПЦ во имя св. апостола Иоанна Богослова.
В ведении юрисдикции существует Преображенский мужской скит в Московской области, настоятелем которого является клирик Российской православной кафолической церкви - иеросхимонах Варсонофий (Андреев). .
Согласно собственным заявлениям, в настоящее время к Синоду относится более пятидесяти епископов в России и за рубежом. Также членами Синода являются епископы независимой Крымской архиепископии.
Считает себя частью «Поместной Российской Церкви», которую, согласно взглядам представителей этого религиозного объединения, не представляет во всей полноте Русская православная церковь. В настоящий момент ПРЦ не имеет официального евхаристического общения с другими автокефальными Православными церквями, но признает Вселенского Патриарха первым епископом Православной Церкви и открыта для экуменического диалога с другими христианскими деноминациями.
24 января 2021 на официальном ресурсе ПРЦ была выложена «Декларация Независимого совещания Православной Российской Церкви», в которой объявлено о независимости каждого епископа, а епископ Антоний (Попович) значится как «первоприсутствующий совещания епископов» .